# Lakmapur, Yelbarga
Lakmapur là một làng thuộc tehsil Yelbarga, huyện Koppal, bang Karnataka, Ấn Độ.